# برتون ریکتر
برتون ریکتر (انگلیسی: Burton Richter; متولد ۲۲ مارس ۱۹۳۱ در بروکلین – درگذشته ۱۸ ژوئیه ۲۰۱۸)، برنده جایزه نوبل فیزیک تحصیلاتش را در پنسیلوانیا ادامه داد و در دانشگاه MIT فارغ‌التحصیل شد و مدرک PhD در سال ۱۹۵۶ گرفت و در سال‌های بین ۱۹۸۴ تا ۱۹۹۹ مدیریت SLAC را بر عهده داشت. او در مه سال ۲۰۰۷ از دانشگاه صنعتی شریف بازدید کرد.